# Айтах
Айтах (арм. Հայթաղ) — село в Армавирской области Армении.

## География
Село расположено в восточной части марза, к северу от автодороги , на расстоянии 15 километров к северо-востоку от города Армавир, административного центра области. Абсолютная высота — 875 метров над уровнем моря.
Климат
Климат характеризуется как семиаридный (BSk в классификации климатов Кёппена). Среднегодовая температура воздуха составляет 12 °C. Средняя температура самого холодного месяца (января) составляет −3 °С, самого жаркого месяца (июля) — 25,2 °С. Расчётная многолетняя норма атмосферных осадков — 303 мм. Наибольшее количество осадков выпадает в мае (52 мм).

## Население
| Год переписи | Население          | Население          | Население          | Население            | Население            | Население            |
| Год переписи | Наличное население | Наличное население | Наличное население | Постоянное население | Постоянное население | Постоянное население |
| Год переписи | Всего              | Мужчины            | Женщины            | Всего                | Мужчины              | Женщины              |
| ------------ | ------------------ | ------------------ | ------------------ | -------------------- | -------------------- | -------------------- |
| 2001         | 2441               | 1180               | 1261               | 2565                 | 1263                 | 1302                 |
| 2011         | 2545               | 1260               | 1285               | 2612                 | 1318                 | 1294                 |

| Год  | Численность | Численность |
| ---- | ----------- | ----------- |
| 1831 | 339         | [ 9 ]       |
| 1873 | 652         | [ 10 ]      |
| 1897 | 1016        | [ 9 ]       |
| 1926 | 1141        | [ 9 ]       |
| 1939 | 1208        | [ 9 ]       |
| 1959 | 1499        | [ 9 ]       |
| 1970 | 2086        | [ 9 ]       |
| 1979 | 2052        | [ 9 ]       |
| 1989 | 2617        | [ 11 ]      |
| 2001 | 2565        | [ 9 ]       |
| 2011 | 2612        | [ 12 ]      |